# Sivice
Sivice település Csehországban, a Brno-vidéki járásban. Sivice Mokrá-Horákov, Tvarožná, Hostěnice, Pozořice és Holubice településekkel határos. Lakosainak száma 1112 fő (2024. január 1.).

## Népesség
A település lakosságának változását az alábbi diagram mutatja:
| Lakosok száma | 654  | 791  | 845  | 1054 | 920  | 1008 | 1059 | 1098 | 1075 | 1112 |
|               | 1869 | 1900 | 1921 | 1961 | 1980 | 2011 | 2016 | 2019 | 2021 | 2024 |